# All the Small Things
Singles de Blink-182
What's My Age Again?
(1999) Adam's Song
(2000)
Pistes de Enema of the State
Adam's Song
(7) The Party Song
(9)
All the Small Things est une chanson du groupe Blink-182 qui apparaît sur l'album Enema of the State. Sa version single est sortie le 18 janvier 2000. Cette chanson a été classée numéro 1 au classement américain Modern Rock Tracks, un classement de chansons de rock alternatif. Il s'agissait alors du premier single de Blink-182 à occuper cette place, ce qui a fortement contribué à exposer le groupe au grand public. Les paroles ont été écrites par le guitariste Tom DeLonge et parlent de sa petite amie et future femme Jennifer Jenkins.
Dans un des concerts de Blink-182 et avant de jouer la chanson, le bassiste Mark Hoppus s'exclame "This song's about Tom's penis, it's called All the Small Things".

## Liste des pistes
| All the Small Things | All the Small Things | All the Small Things | All the Small Things | All the Small Things | All the Small Things | All the Small Things | All the Small Things | All the Small Things | All the Small Things |
| No                   | Titre                | Auteur               | Durée                |                      |                      |                      |                      |                      |                      |
| -------------------- | -------------------- | -------------------- | -------------------- | -------------------- | -------------------- | -------------------- | -------------------- | -------------------- | -------------------- |
| 1.                   | All the Small Things | Blink-182            | 2:54                 |                      |                      |                      |                      |                      |                      |
| 2.                   | M+M's                | Blink-182            | 2:39                 |                      |                      |                      |                      |                      |                      |
| 5:33                 |                      |                      |                      |                      |                      |                      |                      |                      |                      |

## Contexte
À la fin des années 1990, Blink-182 était en passe de devenir l’un des plus grands groupes de rock du tournant du siècle. Le trio, composé du chanteur / guitariste Tom DeLonge, du chanteur / bassiste Mark Hoppus et du nouveau batteur Travis Barker, avait joué dans des clubs punk du sud de la Californie et sur le circuit des festivals du Warped Tour. Leur penchant pour l’humour décalé et le punk rock rapide avait attiré l’intérêt d’Universal Music Group, qui a signé le groupe sur son label MCA. Avec un budget plus élevé et l’aide de l’ingénieur vétéran Jerry Finn - qui a mixé Dookie (1994) de Green Day - le groupe a entrepris de faire son prochain album, qui s’appellera Enema of the State.
« All the Small Things » remonte à l’époque où le trio a commencé à développer des chansons pour l’album dans leur espace de répétition aux studios DML dans leur ville natale de San Diego, en Californie.  DeLonge venait d’acheter sa première maison là-bas et avait acheté pour deux à trois mille dollars de rembourrage en mousse pour isoler sa chambre. À ce stade, la plupart des pistes d’Enema of the State avaient été écrites, mais DeLonge a estimé que l’album avait besoin « d’une seule chanson vraiment accrocheuse et basique ».  « Je me souviens avoir pensé : 'Le label va vouloir une chanson pour la radio – alors en voici une' », a déclaré DeLonge. « Il était évident dès le début que cela correspondrait à ce format. » DeLonge voulait écrire un morceau incluant « na na na’s » comme une ode à l’un de ses groupes préférés, les Ramones[]. Les premières démos ont été répertoriées comme « chanson de style Ramones » et le titre de travail original de la piste était « Babycakes-Buttermuffin ».
DeLonge a écrit la chanson sur sa petite amie Jennifer Jenkins, avec qui il a ensuite été marié de 2001 à 2019. Les paroles de « She left me roses by the stairs / Surprises let me know she cares » sont basées sur une époque où Jenkins a fait exactement cela après que DeLonge soit rentré tard chez lui après l’enregistrement.

## Clip
Le clip a été tourné en cinq jours en avril 1999. Il parodie le clip des chansons Sometimes de Britney Spears, Genie in a Bottle de Christina Aguilera et I Want It That Way des Backstreet Boys, un boys band américain. On peut apercevoir Mark Hoppus se faire poursuivre par un chien, qui est son propre chien et qui s'appelle Oliver. La femme que Travis Barker embrasse dans le sable est une actrice du nom de Jessica Jackson. Travis Barker eut le trac avant de tourner cette scène avec elle car il ne la connaissait absolument pas.

## Collaborateurs
- Tom DeLonge — chant, guitare
- Mark Hoppus — chant, basse
- Travis Barker — batterie

## Classements hebdomadaires
| Classement (2000)                      | Meilleure position |
| -------------------------------------- | ------------------ |
| Allemagne (GfK Entertainment)          | 11                 |
| Australie (ARIA)                       | 8                  |
| Autriche (Ö3 Austria Top 40)           | 4                  |
| Belgique (Flandre Ultratop 50 Singles) | 15                 |
| Canada (RPM Top Singles)               | 18                 |
| États-Unis (Modern Rock Tracks)        | 1                  |
| États-Unis (Billboard Hot 100)         | 6                  |
| États-Unis (Top 40 Mainstream)         | 8                  |
| Irlande (IRMA)                         | 7                  |
| Italie (FIMI)                          | 6                  |
| Norvège (VG-lista)                     | 12                 |
| Nouvelle-Zélande (RMNZ)                | 10                 |
| Pays-Bas (Single Top 100)              | 39                 |
| Royaume-Uni (UK Singles Chart)         | 2                  |
| Royaume-Uni (UK Rock Chart)            | 1                  |
| Suède (Sverigetopplistan)              | 7                  |
| Suisse (Schweizer Hitparade)           | 14                 |

## Certifications
| Pays              | Certification | Unités certifiées |
| ----------------- | ------------- | ----------------- |
| Australie (ARIA)  | Platine       | 70 000            |
| Italie (FIMI)     | Platine       | 50 000            |
| Royaume-Uni (BPI) | 2 × Platine   | 1 200 000         |
| Suède (GLF)       | Or            | 15 000            |

## Héritage
La chanson est désormais utilisée dans les chants lors d'évènements sportifs. En 2019, l'Avalanche du Colorado, une équipe de la Ligue nationale de hockey (LNH), a commencé à jouer cette chanson lors de la troisième période des matchs à domicile, avec une avance confortable et après des victoires en prolongation. Cette tradition a pris de l'ampleur avec la victoire de l'équipe en finale de la Coupe Stanley en 2021-2022.